# Židovský hřbitov v Terezíně
Židovský hřbitov v Terezíně je pohřebiště nacházející se asi jeden kilometr jižně od města Terezína směrem na Bohušovice nad Ohří v Bohušovické kotlině (fakticky jen nedaleko od stálého terezínského hřbitova). Nacisté sem v době druhé světové války zpočátku pochovávali zemřelé vězně z Terezínského ghetta. Činili tak až do 7. září 1942 kdy zde bylo uvedeno do provozu terezínské krematorium a zemřelí zde začali být zpopelňováni. V hromadných i v jednotlivých hrobech tak zde bylo pohřbeno zhruba 9000 osob. Pohřbívání zde bylo na krátkou dobu znovuobnoveno ještě v polovině března roku 1945, kdy byl provoz krematoria přerušen.

## Národní hřbitov
Ostatky dalších v Terezíně zemřelých osob z doby druhé světové války se nacházejí na Národním hřbitově před Malou pevnosti v Terezíně. Desítky tisíc lidí bylo zpopelněno v místním krematoriu, popel pocházející zhruba z 22 000 osob nacisté v listopadu roku 1944 nasypali přímo do řeky Ohře na severní straně města Terezína.

## Současnost
Místo je architektonicky upraveno, má dnes parkovou pietní úpravu a je veřejnosti zcela volně přístupné, společně s krematoriem je součástí Památníku Terezín.

## Poznámka
Během katastrofálních povodní v roce 2002 bylo toto místo, stejně tak jako celé město Terezín a část sousedních Bohušovic nad Ohří, zaplaveno vodou vlivem nedalekého soutoku řeky Ohře s Labem.